# Kuchary (Domaniów)
Kuchary (deutsch Kochern) ist ein Dorf in Niederschlesien. Der Ort liegt in der Landgemeinde Domaniów im Powiat Oławski in der polnischen Woiwodschaft Niederschlesien.

## Geographie

### Geographische Lage
Das Straßendorf Kuchary liegt vier Kilometer westlich vom Gemeindesitz Domaniów (Thomaskirch), ca. 18 südwestlich von der Kreisstadt Oława (Ohlau) und rund 38 Kilometer südlich der Woiwodschaftshauptstadt Breslau. Der Ort liegt in der Nizina Śląska (Schlesische Tiefebene) innerhalb der Równina Wrocławska (Breslauer Ebene).
Östlich des Dorfes befand sich bis in die 1970er Jahre die Bahnstrecke der Ohlauer Kleinbahn.

### Nachbarorte
Nachbarorte von Kuchary sind im Südosten Radoszkowice (Raduschkowitz), im Westen Michałowice (Michaelwitz) und im Nordosten Danielowice (Dammelwitz).

## Geschichte

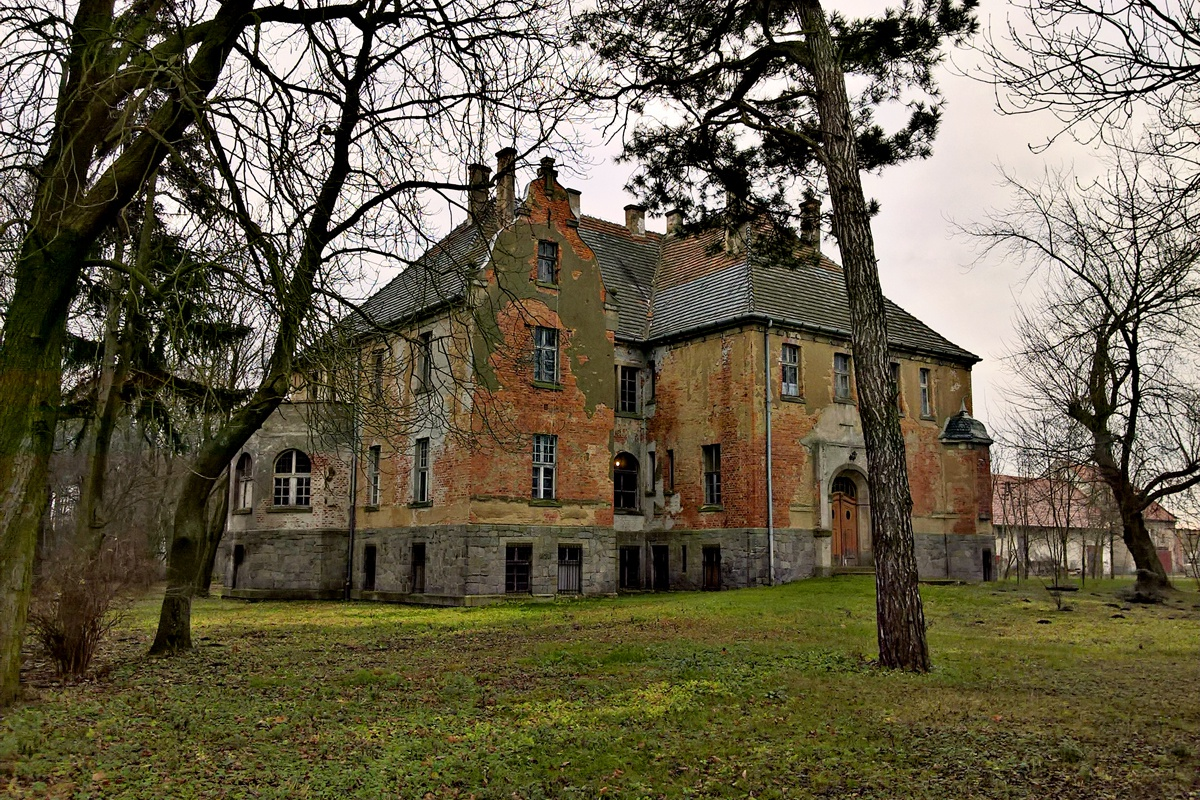
Schloss Kochern

Der Ort wurde 1360 erstmals als Kocharn erwähnt.
Nach dem Ersten Schlesischen Krieg 1742 fiel Kochern zusammen mit dem größten Teil Schlesiens an Preußen. 1783 zählte der Ort ein herrschaftliches Vorwerk, eine Mühle, 2 Bauern-, 17 andere Stellen und 163 Einwohner.
Nach der Neugliederung Preußens gehörte die Landgemeinde Kochern ab 1815 zur Provinz Schlesien und war ab 1816 dem Landkreis Ohlau eingegliedert. 1874 wurde der Amtsbezirk Haltauf gegründet, welcher die Landgemeinden Dammelwitz, Eulendorf, Haltauf, Klein Peiskerau, Kochern und Radlowitz und die Gutsbezirke Dammelwitz, Eulendorf, Haltauf, Klein Peiskerau und Kochern umfasste. 1885 zählte der Ort 11 Einwohner.
1933 zählte Kochern 260, 1939 218 wiederum Einwohner. Bis 1945 befand sich der Ort im Landkreis Ohlau.
Als Folge des Zweiten Weltkriegs fiel Kochern wie fast ganz Schlesien 1945 an Polen, wurde in Kuchary umbenannt und der Woiwodschaft Breslau angegliedert. Die deutsche Bevölkerung wurde, soweit sie nicht vorher geflohen war, weitgehend vertrieben. Die neu angesiedelten Bewohner waren zum Teil Heimatvertriebene aus Ostpolen. 1999 kam der Ort zum Powiat Oławski in der Woiwodschaft Niederschlesien.

## Sehenswürdigkeiten
- Das Schloss Kochern (poln. Pałac Kuchary) wurde 1907 im Stil der Neorenaissance errichtet.[6]
- Historische Vorwerksgebäude
- Steinerne Wegekapelle mit Marienstatue